# ازبکستان در پارالمپیک‌ها
ازبکستان در پارالمپیک‌ها (انگلیسی: Uzbekistan at the Paralympics) از سال ۲۰۰۴ شروع به شرکت کرد و تا ۲۰۱۶ در چهار دوره این بازی‌ها شرکت کرده‌است.